# Стрелково (Кировская область)
Стрелково — деревня в Верхнекамском районе Кировской области России. Входит в состав Кайского сельского поселения. Код ОКАТО — 33207820014.

## География
Деревня находится на северо-востоке Кировской области, в северо-восточной части Верхнекамского района.
Расстояние до районного центра (города Кирс) — 86 км.

## Население
По данным Второй Ревизии (1748 год) в деревне насчитывалось 15 душ мужского пола (государственные черносошные крестьяне)
По данным Всероссийской переписи, в 2010 году постоянное население в деревне отсутствовало.